# Mammalodon
Mammalodon is een geslacht van uitgestorven walvissen, ontdekt in 1932. Hoewel de soort een baleinwalvis is, had het dier tanden. Er is slechts één soort bekend: Mammalodon colliveri.
Mammalodon zou zo'n 25 tot 28 miljoen jaar geleden geleefd hebben en zou circa 3 meter lang geweest zijn. Het eerste fossiel werd in 1932 ontdekt rond Torquay, ten zuidwesten van Melbourne (Australië). Ook de baleinwalvis Janjucetus - eveneens met tanden - is in dezelfde streek gevonden en zou in dezelfde periode geleefd hebben.

## Taxonomie
Mammalodon wordt beschouwd als een primitieve baleinwalvis met een kortere snuit, maar gelijkaardige kaken en een gelijkaardige schedel vergeleken met de huidige soorten. De soort heeft echter geen baleinen, maar tanden. Toch filterde het dier waarschijnlijk net als hedendaagse walvissen zijn eten uit zijn omgeving, in dit geval met zijn tong en gezichtsspieren, geholpen door de tanden die breed uiteen staan. Hij zou daarbij gejaagd hebben op grotere prooien die op de zeebodem voorkwamen en die het dier als het ware zou hebben opgezogen en gefilterd uit de modder. Dit ondersteunt de hypothese dat baleinwalvissen afstammen van soorten die hun eten uit de modder filterden en geleidelijk steeds geavanceerdere filters met baleinen ontwikkelden.
De soort zou volgens onderzoek zijn ontstaan uit grotere soorten. Door zijn geringe lengte zou hij beter geschikt zijn voor een leven op de zeebodem.
De fossielen van Mammalodon bleken ongeveer 25,7-23,9 miljoen jaar oud te zijn en dateren uit het laat-oligoceen. Het holotype voor Mammalodon colliveri, NMV P199986 hoewel voorheen MUGD 1874, is een incomplete schedel van een volwassen individu, verzameld in 1932 door George Baxter Pritchard, Alan Frostick en Frederick Stanley Colliver - aan wie de soortnaam te danken is - in Jan Juc, Victoria in Australië; exemplaar NMV P17535, bestaande uit een linkeronderkies, behoort waarschijnlijk ook tot NMV P199986. NMV P173220 bestaat uit een linker periotisch bot. NMV P199587 is een gedeeltelijk skelet, bestaande uit een deel van de kop, wervelkolom en arm; exemplaar NMV P198871, een ellepijp, hoort zeer waarschijnlijk ook bij NMV P199587. De tweede soort, Mammalodon hakataramea, werd ontdekt in het Kokoamu Greensand van Nieuw-Zeeland. Fossielen van Mammalodon zijn gevonden in Australië en Nieuw-Zeeland
Mammalodon werd in eerste instantie beschouwd als een lid van de Archaeoceti, een oude groep walvissen, wat bleek uit zijn duidelijk oude kenmerken, zoals de verscheidenheid aan verschillend gevormde tanden in zijn kaak (heterodontie) die bij moderne walvissen ontbreken. Mammalodon werd voor het eerst beschouwd als een baleinwalvis in een onderzoek uit 1982, ondanks het feit dat hij geen balein heeft. In plaats daarvan werden andere overeenkomsten genoemd, zoals los aan elkaar gehechte botten in de snuit, een breed en plat verhemelte en een niet-verbonden mandibulaire symfyse tussen de twee helften van het kaakbeen. Samen met Janjucetus behoort het dier tot de familie Mammalodontidae. Deze walvissen en Llanocetus vormen mogelijk een clade van getande baleinwalvissen van het zuidelijk halfrond, een zusterclade van Aetiocetidae en modernere baleindragende baleinwalvissen.
De naam Mammalodon zou afgeleid zijn van het Engelse "mammal" (zoogdier) en het Oudgriekse odontos (tand), wat 'zoogdierentand' betekent, omdat zijn kiezen lijken op die van terrestrische carnivoren. Het Oudgrieks voor 'tand' is echter odous (ὀδούς).

## Beschrijving
Mammalodon had een lengte van 3 meter en was kleiner en primitiever dan de huidige baleinwalvissen. In tegenstelling tot andere baleinwalvissen had Mammalodon een stompe en afgeronde snuit. In de linkerbovenkaak van specimen NMV P199986 zijn vier premolaren en drie molaren bewaard gebleven, en de ruimte tussen de tanden (diasteem) nam toe naar achteren in de mond. De kiezen namen in grootte af naar achteren in de mond, zoals bij archaeoceten, en de onderkaak had twee kiezen meer dan de bovenkaak. De onderkaak van het exemplaar geeft aan dat het in totaal 24 dicht op elkaar staande ondertanden had. De boventanden zagen er allemaal hetzelfde uit (monodontie), terwijl de ondertanden varieerden in vorm (polydontie), wat een eeuwenoud kenmerk is van walvissen. Er waren drie ondersnijtanden en één bovensnijtand met mogelijk twee of drie overblijvende snijtanden. De tanden werden waarschijnlijk nooit vervangen en de walvis had zijn hele leven hetzelfde gebit. De enkele bovensnijtand was duidelijk kleiner dan de andere tanden en kleiner dan de bovensnijtanden van Janjucetus. De wangtanden - tanden en premolaren - hadden allemaal dubbele wortels en de onderkiezen waren gekarteld en driehoekig.
Bij het holotype van Mammalodon colliveri is alleen de tweede nekwervel - de as - bewaard gebleven. In tegenstelling tot de huidige baleinwalvissen, maar vergelijkbaar met de archaeocetes en de oude tandwalvis Aetiocetus, bestaat het borstbeen uit verschillende stukken. Het bovenste borstbeen, het manubrium, is T-vormig en breder dan lang zoals bij archaeoceten, maar plaatvormig en samengedrukt zoals bij de huidige baleinwalvissen. Anders dan bij de huidige walvissen, maar wel vergelijkbaar met de archaeoceten, is het thyrohyoïde bot van het tongbeen, dat wordt gebruikt om de tong omhoog te houden, groot en buisvormig in plaats van plaatvormig. Hij had waarschijnlijk een vergroeide mandibulaire symfyse die de twee kaakhelften met elkaar verbond, in tegenstelling tot de latere en moderne baleinwalvissen.

## Paleobiologie
Net als het nauw verwante geslacht Janjucetus had Mammalodon geen balein, maar wel goed ontwikkelde tanden. Als zodanig was hij niet in staat om op dezelfde manier te filteren als de huidige baleinwalvissen, waardoor zijn eetgewoonten en ecologische niche een mysterie zijn. Omdat de tanden ver uit elkaar staan, kan hij een andere methode van filteren hebben ontwikkeld dan andere walvissen. Het kan een bodemfilter geweest zijn, waarbij de stompe snuit hielp om organismen van de zeebodem op te zuigen.